# Ciğatay
Ciğatay är en ort i Azerbajdzjan.   Den ligger i distriktet Xaçmaz Rayonu, i den nordöstra delen av landet, 150 km nordväst om huvudstaden Baku. Ciğatay ligger 5 meter över havet och antalet invånare är 656.
Terrängen runt Ciğatay är platt. Närmaste större samhälle är Xaçmaz, 6,1 km väster om Ciğatay.
Trakten runt Ciğatay består till största delen av jordbruksmark. Runt Ciğatay är det ganska tätbefolkat, med 129 invånare per kvadratkilometer.